# Aetherhinus
Aetherhinus är ett släkte av skalbaggar. Aetherhinus ingår i familjen vivlar.
Kladogram enligt Catalogue of Life:
| Aetherhinus | \| \| Aetherhinus aurichalceus \| \| \| \| |
|             | \| \| Aetherhinus aurichalceus \| \| \| \| |
|             | Aetherhinus aurichalceus                   |
|             |                                            |